# 前田吟
前田 吟（まえだ ぎん、1944年（昭和19年）2月21日 - ）は、日本の俳優。本名及び旧芸名は前田 信明（まえだ のぶあき）（出生時の姓は不明。詳しくは後述）。ティー・アーティスト所属。次男（前妻の連れ子）は俳優の前田淳、四男は競技ダンス選手の前田亨。

## 略歴
1963年4月、劇団俳優座養成所15期生となる。同期に地井武男、原田芳雄、夏八木勲、小野武彦、村井国夫、林隆三、高橋長英、秋野太作、浜畑賢吉、竜崎勝、栗原小巻、太地喜和子、赤座美代子、三田和代ら、錚々たるメンバーが並ぶ、花の15期の一人であった。
1964年、『判決』第1シリーズ・第105話「沖縄の子」（NET）で、本名の前田信明で芸能活動を始めた。1965年、『純愛物語』（朝日放送）に主役として出演する。同年の小林正樹監督の『怪談』の端役で映画初出演。1967年より現在の芸名へ改名。
1969年、山田監督の映画『男はつらいよ』に寅次郎の妹さくらに惚れる印刷工・諏訪博役として出演。この役柄に前田の人柄がベストマッチし、さくらと結婚した博として以後シリーズ50作全てに出演した。
1970年代から橋田壽賀子・石井ふく子関連作品には多数出演しており、1976年の橋田ドラマ『となりの芝生』（NHK）ではマザコン＆モラハラ夫を怪演。特に1980年放送の『心』（TBS系）での宮寺順一役は前田の代表作になった。
大映ドラマへの起用も多く、しぶとい悪役を演じた。特に1976年のドラマ『赤い運命』（TBS系列）では、強烈な悪役でお茶の間にインパクトを与えた。
1977年には、森谷司郎監督の映画『八甲田山』で斉藤伍長を演じた。
2002年4月1日から同年9月27日までの半年間、テレビ朝日系の『スーパーモーニング』の司会を務めた。また、歌手としてもシングルレコード3枚、シングルCD1枚をリリースしている。
近年はテレビ・ラジオのバラエティ番組やトーク番組、新聞・雑誌等のインタビューへの出演も多い。2020年3月まで放送のテレビ東京系 のクイズ番組『二代目 和風総本家』の2代目司会を2019年5月16日から務めていた。

## エピソード

### 生い立ち
山口県防府市生まれ。父親は同盟通信（現在の共同通信）山口支局に勤務する記者、母親はタイピストだった。父親は1945年8月6日の広島市への原爆投下の日に広島市にいて消息を絶つ。母は乳呑み児だった信明を抱えて路頭に迷い、親戚筋の子どものいない老夫婦に謝礼をつけて、生後100日で前田家の養子に入れた。
物心がつき始めたとき、“親が年寄りなのはおかしいな”と薄々感じ始めた。4歳の時に養母を亡くし、12歳の時に養父を亡くした。その後はふたたび親戚をたらいまわしにされ、前田家を出てから4か月間は養父の親戚が暮らす電気も通っていない村で、ランプで生活した。その村を出たあと防府天満宮近くにあった母の親類の家で暮らし、子供の頃は野球や剣道をして過ごしていた。小学6年生の学芸会の『西遊記』で沙悟浄役を演じ、担任から褒められたことで役者という仕事に興味を持ち始めた。
中学は地元の進学校に進学して実母がお金を出してくれて、中学卒業後の1959年に山口県立防府高等学校に進学するが、実母の再婚で送金が止まり、1年で中退する。

### 大阪時代
15歳で高校中退後は「有名になってやろう」と大阪に出て、ボクサーか歌手か俳優を目指す。ひとまず大阪市西区の家具屋に丁稚（住み込み）して、組立・販売・リヤカーでの配達業務をこなした。黒澤明監督の『野良犬』や『七人の侍』を見て感動したことにより本格的に役者を志し、演劇研究所「シャトル・アントンス」に通う。同研究所に願書を送った際、「願書を受理した」との折り返しのハガキが届いたことで家具屋をクビになった。
都島区桜ノ宮で新聞配達の住み込みバイトを始め、昼間働きながら夜は研究所でレッスンを受けた。同研究所の同期には、後にコメディNo.1を結成する前田五郎がいた。後日疲れで寝坊してバイトをクビになった後、研究所近くにある四畳半の貸間に引っ越して活版印刷のバイトを始めた。その約1ヶ月後に研究所が金の持ち逃げの被害に遭ったことにより、この演劇学校は潰れた。
ただし以後も稽古場は使える状態だったため仲間と演技の稽古を続けていたところ、講師をしていた倉橋仙太郎（新国劇の創始者）に身の上話をしたことで俳優教室に入る。それと並行して高校卒業の資格を取るために通信教育の高校に入学。また、倉橋の紹介で天王寺の結婚式場・天王殿の住み込みのバイトや、天王寺公園でポン引きなどをして食い繋ぐ。

### 役者を目指して上京
1962年、通信教育による高校卒業資格取得後、本格的に役者を目指して上京する。1963年4月、劇団俳優座養成所15期生となる。同期に地井武男、原田芳雄、夏八木勲、小野武彦、村井国夫、林隆三、高橋長英、秋野太作、浜畑賢吉、竜崎勝、栗原小巻、太地喜和子、赤座美代子、三田和代ら、錚々たるメンバーが並ぶ、花の15期の一人であった。新宿の歌声喫茶「灯（ともしび）」でボーイや、工事現場、印刷工、サンドイッチマンなどの労働に励みながら役者になるチャンスをうかがった。
ほどなくしてオーディションを受け、東京芸術座研究所の第1期生となった。
若手時代の1968年、全国の労組の協賛で巡回上映された山本薩夫監督の映画『ドレイ工場』で、準主役である誠実な工員役を演じた。この試写会にたまたま山田洋次監督が訪れ、「行員の演技が面白い」と山田の目にとまったことが、映画『男はつらいよ』シリーズへの出演に繋がった。

## 人物
俳優仲間からは「吟ちゃん」、後輩の役者達やタレント陣からは「吟さん」の愛称で呼ばれる。
家具屋時代に、当時大阪市淀川区十三で新婚生活を送っていた大村崑の兵庫県尼崎への引っ越しを手伝ったことがある。
俳優座養成所のある公演で同期の原田芳雄とダブルキャストで演じることになった。その稽古中、原田から「その訛りだと役者業をするのは厳しいぞ。矯正した方がいい」と助言され、その時初めて長州訛りでセリフを言っていることに気付かされ、毎晩標準語でセリフを言う練習に付き添ってくれたという。
私生活では、デビュー前の時点で既に結婚（1964年に2学年上の女性と結婚したとされる）していたが、当時の所属事務所から妻子の存在を公表しないよう厳命されていた。このため表向きは都内のワンルームで一人暮らししており、妻子とは離れて生活していた（今で言う別居婚）。最初の妻と離婚し、27歳で再婚したのを機に世田谷区の建売の家を購入して暮らし始めた。2021年に2番目の妻をすい臓がんで亡くし、2022年に歌手の箱崎幸子（箱崎晋一朗の未亡人）と出会って数カ月で再々婚した。世田谷区内に5DKの家を建てて暮らした後、2023年に自宅を売却して別の場所に引っ越した。

## 出演

### テレビドラマ
- 判決（NET）
  - 第1シリーズ・第105話「沖縄の子」（1964年）
- 近鉄金曜劇場（朝日放送 / TBSほかJNN基幹局）
  - 『愛とこころのシリーズ・純愛物語』（1965年、制作はTBS）
- 若者たち（1966年、フジテレビ / 俳優座）
- 七人の刑事（1967年、TBS）
  - 第275話「動物の時間」（1967年）
  - 第326話「ハロー! ボクサー」（1968年）
- 特別機動捜査隊（NET / 東映）
  - 第293話「飛び散る青春」（1967年） - 若山
  - 第299話「夜の季節」（1967年）
  - 第362話「車椅子」（1968年）
- 大河ドラマ（NHK総合）
  - 竜馬がゆく（1968年） - 岡田以蔵
  - おんな太閤記（1981年） - 蜂須賀小六
  - 春日局（1989年） - 本多正純
  - 功名が辻（2006年） - 祖父江新右衛門
  - おんな城主 直虎（2017年） - 井伊直平
- 風 第15話「見ろ! 言え! 聞け!」（1968年、TBS / 松竹）
- 三匹の侍 第5シリーズ 第23話「紙人形」（1968年、フジテレビ） - 富吉
- 泣いてたまるか 最終話「男はつらい」（1968年、TBS / 国際放映）
- 東京コンバット（1968年 - 1969年、フジテレビ / 東宝） - 桜井警部補
- 女殺し屋 花笠お竜 第6話「殺人街道に花が舞う」（1969年、12ch / 国際放映）
- 連続テレビ小説（NHK総合）
  - 信子とおばあちゃん（1969年）
  - マー姉ちゃん（1979年） - 天海朝男
  - ロマンス（1984年） - 室町八起
  - チョッちゃん（1987年） - 叔父・野々村泰輔 (川谷拓三の降板による）
  - 春よ、来い（1994年 - 1995年） - 山名文平
  - 瞳（2008年） - 石田勇次郎
  - マッサン（2014年 - 2015年） - 亀山政志
- 鬼平犯科帳（八代目松本幸四郎版）
  - 第1シリーズ 第5話「怪談さざ浪伝兵衛」（1969年、NET / 東宝） - さざ浪伝兵衛
- 天を斬る 第15話「旅の終わりの女」（1970年、NET / 東映） - 三谷陣蔵
- 金メダルへのターン!（1970年、フジテレビ / 東宝） - 水島コーチ
- ザ・ガードマン（TBS / 大映テレビ室）
  - 第277話「銀行ギャングのふるさとは墓場」（1970年）
  - 第338話「負けられないわ! 嫁と姑 女の戦争」（1971年）
- ポーラテレビ小説[10]（TBS）
  - 花もめん（1970年 - 1971年） - 村林栄吉
  - 吉井川（1972年 - 1973年） - 仁吉
  - おゆき（1977年） - 松丸
- 軍兵衛目安箱 第12話「流離の町」（1971年、NET / 東映） - 佐吉
- 千葉周作 剣道まっしぐら 第22話「かご乗る人かつぐ人」（1971年、TBS）- 権六
- 大岡越前 第2部 第12話「まごころ」（1971年、TBS / C.A.L） - 玄吉
- おれは男だ! 第20話「さらば海の恋人よ!」（1971年、日本テレビ / 松竹）
- 人形佐七捕物帳 第13話「ほおづき大尽」（NET / 東宝） - 又蔵
- 遠山の金さん捕物帳 第53話「仕掛花火に泣く女」（1971年、NET / 東映） - 玉屋喜一
- 水戸黄門（TBS / C.A.L）
  - 第3部
    - 第2話「明神谷の決闘 -小田原-」（1971年） - 栄次郎
    - 第20話「帰って来た男 -土佐-」（1972年） - 安太郎

  - 第34部 第3話「父子つないだ職人魂 -相馬-」（2005年） - 甚兵衛
  - 第42部 第19話「恋でつないだ権兵衛峠 -伊那-」（2011年） - 権兵衛
- 荒野の素浪人 第34話「脱走 火攻めの死刑台」（1972年、NET / 三船プロ） - 喜八
- 知らない同志（1972年、TBS） - 大隅貢
- 赤ひげ 第7話「あすなろう」（1972年、NHK総合） - 文次
- 姫君捕物控（1972年、日本テレビ / ユニオン映画） - 主水之助
- 銭形平次（フジテレビ / 東映）
  - 第341話「男だけの詩」（1972年） - 磯吉
  - 第418話「扇屋おわか」（1974年） - 与一郎
- ありがとう 第3部（1973年、TBS） - 清水健二
- 白いシリーズ（TBS）
  - 白い影（1973年）
  - 白い地平線（1975年） - 綿貫
- あんたがたどこさ（1973年 - 1974年、TBS） - 大藪洋平
- 風の中のあいつ（1973年 - 1974年、TBS） - 玉五郎
- 必殺仕置人 第12話「女ひとりの地獄旅」（1973年、朝日放送 / 松竹） - 畠山弾正
- 助け人走る 第26話「凶運大見料」（1974年、朝日放送 / 松竹） - 多吉
- おしどり右京捕物車（1974年、朝日放送 / 松竹） - 秋山左之介
- アドベンチャーコメディ 夏の家族（1974年、フジテレビ）
- となりのとなり（1974年、日本テレビ）
- 池田大助捕物日記 第10話「三尺高い空の上」（1974年、関西テレビ）
- 傷だらけの天使 第24話「渡辺綱に小指の思い出を」（1975年、日本テレビ / 東宝） - 銀竜会幹部・村田
- けんか安兵衛 第4話「身代り」（1975年、関西テレビ） - 巳之吉
- 俺たちの勲章 第4話「刑事くずれ」（1975年、日本テレビ / 東宝） - 原田三郎
- 同心部屋御用帳 江戸の旋風 第4話「かみそり地獄」（1975年、フジテレビ / 東宝） - 直吉
- 太陽にほえろ! 第154話「自首」（1975年、日本テレビ / 東宝） - 田川幸三
- 燃える捜査網 第5話「友情に向って走れ!!」（1975年、NET / 東映） - 丸田隆司
- 夜明けの刑事（TBS / 大映テレビ）
  - 第45話「ハイ、こちら中ピ連です!!」（1975年） - 笠原支店長
  - 第79話「名犬ペンジー探偵物語」（1976年） - 原田信作
- 人魚亭異聞 無法街の素浪人 第23話「さらばミスターの旦那」（1976年、NET / 三船プロ） - 吉田直次郎
- 銀河テレビ小説（NHK総合）
  - となりの芝生（1976年） - 高平要
  - となりと私（1977年） - 田代要
  - 幸せのとなり（1979年） - 壮
- 男たちの旅路 第1部（1976年、NHK総合） - 後藤士長
- 高原へいらっしゃい（1976年、TBS） - 大貫徹夫
- 新・二人の事件簿 暁に駆ける! 第15話「ツアー連続殺人事件」（1976年、朝日放送 / 大映テレビ）
- 赤いシリーズ（TBS / 大映テレビ）
  - 赤い運命（1976年） - 大竹修三
  - 赤い激流（1977年） - 東山正彦
  - 赤い激突（1978年） - 大谷一郎
  - 赤い死線（1980年） - 野中健二
- 東芝日曜劇場→日曜劇場（TBS）
  - 女と味噌汁　その24（1976年） - 小杉健二
  - 理想の上司（1997年） - 柘植義治
  - 華麗なる一族（2007年）
- 伝七捕物帳（日本テレビ / ユニオン映画） 
  - 第119話「罪の身代わり子守唄」（1976年） - 島蔵
  - 第136話「孝心 涙の力石」（1977年） - 丑松
- ライオン奥様劇場（フジテレビ）
  - [さくとも命の花は（1977年）
  - おれは亭主だ（1982年）
  - おれは亭主だII（1983年）
- 宴のあと（1978年10月29日、NHK総合） - 勇二
- 同心部屋御用帳 江戸の旋風III 第35話「左手は生きている」（1978年、フジテレビ / 東宝） - 長五郎
- 江戸の渦潮 第16話「男の出会いと別れと」（1978年、フジテレビ / 東宝）
- ゆうひが丘の総理大臣（1978年 - 1979年、日本テレビ / ユニオン映画） - ゆうひが丘学園教師・山下健三
- 同心部屋御用帳 江戸の旋風IV 第19話「純情わらじばき・爆笑捕物編」（1979年、フジテレビ / 東宝） - 弥平次
- 女たちの忠臣蔵 〜いのち燃ゆるまで〜（1979年12月9日、TBS）
- 心（1980年5月22日 - 1981年、TBS） - 宮寺順一（第五回から出演）
- ただいま放課後 第1シリーズ（1980年、フジテレビ / 東宝） - 原田大作（教頭）
- 恐怖!パニック!!人喰熊 史上最大の惨劇 羆嵐（1980年、よみうりテレビ / 東映） - 斉田
- 加山雄三のブラックジャック 第9話「助けあい」（1981年、テレビ朝日 / 松竹）
- 振り袖御免 江戸芙蓉堂医館（1981年、フジテレビ / 東宝） - 杉田立卿
- キッド（1981年 - 1982年、日本テレビ） - 宮部八郎
- 六月の危険な花嫁（1982年、TBS / 大映テレビ）
- 積木くずし 〜親と子の200日戦争〜（1983年、TBS / 東宝） - 穂積隆信（劇中の役名は、穂高信彦）＜ 最高視聴率45.3％ ＞
- ザ・サスペンス / 松本清張の突風（1983年、TBS / 大映テレビ）
- スチュワーデス物語（1983年10月25日・11月29日、TBS / 大映テレビ） - 木下徳造
- 瑠璃色ゼネレーション（1984年、日本テレビ / 東宝） - 梨田圭一
- 青い瞳の聖ライフ（1984年、フジテレビ / 大映テレビ）
- 月曜ワイド劇場「今、いじめが爆発する!」（1985年、テレビ朝日）
- 大江戸神仙伝（1985年、日本テレビ）
- のン姉ちゃん・200W（1985年、日本テレビ） - 柳沢修吉
- 土曜ワイド劇場（テレビ朝日）
  - 家政婦は見た!3（1985年） - 仙波昭夫
  - 家政婦は見た!9（1991年） - 秋庭六弥
  - 事件記者冴子の殺人スクープ（2001年） - 西山二郎
- 妻たちの課外授業（1985年 - 1986年、日本テレビ） - 紺野順平
- ヤヌスの鏡（1985年 - 1986年、フジテレビ / 大映テレビ） - 小沢一樹
- 妻たちの課外授業II（1986年 - 1987年、日本テレビ）
- このこ誰の子?（1986年 - 1987年、フジテレビ / 大映テレビ） - 杉浦雄一
- ジェニーがやって来た（1986年、NHK総合）
- ドラマ女の手記 / いのちください（1986年、テレビ東京）
- 火曜サスペンス劇場（日本テレビ）
  - 「ハネムーン」（1986年）
  - 「松本清張スペシャル・捜査圏外の条件」（1989年） - 笠岡勇市
  - 「弁護士・朝日岳之助13」（1999年） - 野崎徳治郎
  - 「小京都ミステリー26」（1999年） - 和泉千治
  - 「地方記者・立花陽介14」（1999年） - 林刑事
  - 「外科医有森冴子」（2000年） - 江口直之
  - 「刑事・鬼貫八郎12」（2001年） - 大町英一郎
  - 「デパ地下の女」（2005年） - 坂崎勝也
- 月曜ドラマランド / 宇宙少女モルモ10分の1（1987年、フジテレビ） - 白瀬良夫
- 傑作時代劇 / おんなの密書・ボーナスは瓜一個（1987年、テレビ朝日 / 東映）
- 乱歩賞作家サスペンス / 庭付き一戸建て殺人（1988年、関西テレビ）
- 3年B組金八先生（TBS）
  - スペシャルVI「新・十五歳の母」（1987年12月25日） - 川野康造
  - 第3シリーズ 第6回「先公なんか信じない!」（1988年11月14日）
  - 第11回「進路決定・三者面談2」（1988年12月19日） - 山田太吉
- 花王愛の劇場（TBS）
  - ああわが家（1989年） - 高平要
  - 家に五女あり（2007年） - 三沢平太郎
- 火曜ビッグシアター / こっちこい!UFO（1989年7月11日、TBS） - 田所勝治
- 水曜グランドロマン / ぼくの病気、ガンなの（1989年7月19日、日本テレビ） - 笹本幸男
- 水曜ドラマ 花も実もある（1990年、NHK総合） - 貞男
- 必殺スペシャル・春 勢ぞろい仕事人! 春雨じゃ、悪人退治（1990年、朝日放送 / 松竹） - 高橋景保
- 渡る世間は鬼ばかり（1990年 - 2019年、TBS） - 野田良
- 月曜ドラマスペシャル（TBS）
  - 『自主退学』（1990年4月23日） - 前島
  - 『松本清張作家活動40年記念ドラマSP・西郷札』（1991年） - 幡生粂太郎
  - 『冠婚葬祭殺人事件』（1997年8月25日） - 箱崎警視
- 代表取締役刑事 第19話「男と女」（1991年、テレビ朝日 / 石原プロ）
- 裸の大将（関西テレビ / 東阪企画）
  - 第26話「清の沖縄ほうろう記」（1988年）
  - 第48話「二人の清と婆ちゃんと」（1991年） - 山上清
  - 第72話「少女と清の母恋し」（1995年） - 前田洋
- 結婚しないかもしれない症候群（1991年、日本テレビ） - 小宮英一
- ララバイ刑事'91・'92（1991年 - 1992年、テレビ朝日 / 大映テレビ） - 丸山誠一刑事
- 遥かなる八月の詩（1992年、GTV）
- はだかの刑事 第1話「93隅田川署 わたしが愛した娘、町-18年目の真実」（1993年、日本テレビ / 東映）
- 青春の影（1994年、テレビ朝日） - 内村雄二
- 総務課長戦場を行く! （1994年、フジテレビ）
- せいぎのみかた（1997年、よみうりテレビ） - 大久保彰 役
- 青い鳥（1997年、TBS）
- 遠山の金さんVS女ねずみ（1997年、テレビ朝日 / 東映） - 勘平 
  - 金さんVS女ねずみ（1998年） - 勘平
- 金曜エンタテイメント 「お気らく主婦の大冒険」（1998年 - 2002年） - 佐川刑事
- Sweet Season 第8話「隠し子」（1998年3月5日、TBS） - 五嶋正
- 京都迷宮案内（テレビ朝日 / 東映）
  - （1999年） - 稲葉仲吾
  - （2006年） - 小山勢太郎
- 赤穂浪士（1999年、テレビ東京 / 東映） - 穂積惣右衛門
- はぐれ刑事純情派（2000年、テレビ朝日） - 大浦武雄
- 月曜ミステリー劇場 十津川警部シリーズ25『南紀白浜殺人ルート』（2002年、TBS） - 春木警部
- こちら本池上署（2005年、TBS） - 松山伝次郎
- ウーマンズ・ビート ドラマスペシャル 溺れる人（2005年、日本テレビ） - 渡会耕作
- PS -羅生門-（2006年8月09日、テレビ朝日）
- HTBスペシャルドラマ「大麦畑でつかまえて」（2006年10月9日、北海道テレビ） - 矢木沢徹郎
- 浅草ふくまる旅館 第1シリーズ（2007年、TBS） - 溝口勘太
- 夫婦道 第4話「長女お見合い次女結婚」（2007年、TBS）
- 有閑倶楽部（2007年、日本テレビ）
- おみやさん 第6シリーズ 第5話「京湯葉が呼ぶ殺意! 時効直前名水が真実を暴く!!」（2008年、テレビ朝日） - 河原雄三
- 必殺仕事人2009 新春スペシャル（2009年1月4日、テレビ朝日） - 与平
- 相棒 season7 最終話「特命」（2009年3月18日、テレビ朝日） - 小池源一
- スマイル（2009年、TBS） - 町村宗助
- 月曜ゴールデン（TBS）
  - 『離婚妻探偵2』（2009年6月15日） - 森谷明弘
  - 『警視庁心理捜査官・明日香4』（2014年6月16日） - 野村靖
  - 『浅見光彦シリーズ35』（2016年3月28日） - 荒井元博
- 浅見光彦〜最終章〜（2009年10月21日、TBS）第1話 - 藤波憲夫
- 君たちに明日はない（2010年、NHK総合） - 石綿事務局長
- 853〜刑事・加茂伸之介 第3話「俺達、やっぱり刑事なんです」（2010年1月28日、テレビ朝日） - 坂口正二郎
- 土曜時代劇 隠密八百八町（2011年1月 - 3月、NHK総合） - 水野忠成
- ブラックボード〜時代と戦った教師たち〜 第2夜（2012年4月6日、TBS） - 野上悦男
- Answer〜警視庁検証捜査官 第5話「謎の墜落死!?娘を二度失った母…!!」（2012年5月16日、テレビ朝日） - 深澤隆太郎
- ドラマ10 いつか陽のあたる場所で（2013年1月 - 3月、NHK総合） - 大芝文彦
- 水曜ミステリー9（テレビ東京）
  - 「監察医・篠宮葉月 死体は語る8」（2007年） - 中塚幸三
  - 「刑事の証明5・6・7・8」（2013年 - 2014年） - 渡辺勉
  - 「さすらい署長 風間昭平10」（2013年） - 箱崎寛一郎
- チーム・バチスタ4 螺鈿迷宮 第1話（2014年1月7日、関西テレビ） - 木下和雄
- HERO 第2シリーズ 第3話（2014年7月28日、CX） - 長谷川誠一
- テレビ未来遺産“終戦69年”ドラマ特別企画 遠い約束〜星になったこどもたち〜(2014年8月25日、TBS） - 松原友之
- 信長協奏曲（2014年10月27日、フジテレビ） - 村長
- ザ・プレミアム（NHK BSプレミアム）
  - 『ラギッド!』（2015年2月21日・2月28日） - 倉持英作
- 三匹のおっさん2〜正義の味方、ふたたび!!〜 最終話（2015年6月12日、テレビ東京） - 高橋雅夫
- 刑事7人 第1シリーズ 第1話（2015年7月15日、テレビ朝日） - 金子正信
- ふつうが一番 —作家・藤沢周平 父の一言—（2016年7月4日、TBS） - 高澤庄太郎
- 全力失踪 第2話（2017年9月10日、NHK BSプレミアム） - 城田健造
- 正直不動産 第7話（2022年5月17日、NHK総合） - 藤崎秀樹
- 弁護士ソドム 第1話（2023年4月28日、テレビ東京） - 水元啓太郎 [11]
- 無用庵隠居修行7（2023年9月28日、BS朝日4K） - 幸之助 [12]
- 老害の人（2024年5月5日 - 6月2日、NHK BS・BSプレミアム4K） - 吉田武 [13]

### 映画
- 網走番外地 悪への挑戦（1967年、東映）
- ドレイ工場（1968年、『ドレイ工場』製作上映委員会）
- 孤島の太陽（1968年、日活）
- 男はつらいよシリーズ（全作品、また元となったドラマ 泣いてたまるか最終話「男はつらい」にも出演している）
  - 男はつらいよ（1969年）
  - 続・男はつらいよ（1969年）
  - 男はつらいよ フーテンの寅（1970年）
  - 新・男はつらいよ（1970年）
  - 男はつらいよ 望郷篇（1970年）
  - 男はつらいよ 純情篇（1971年）
  - 男はつらいよ 奮闘篇（1971年）
  - 男はつらいよ 寅次郎恋歌（1971年）
  - 男はつらいよ 柴又慕情（1972年）
  - 男はつらいよ 寅次郎夢枕（1972年）
  - 男はつらいよ 寅次郎忘れな草（1973年）
  - 男はつらいよ 私の寅さん（1973年）
  - 男はつらいよ 寅次郎恋やつれ（1974年）
  - 男はつらいよ 寅次郎子守唄（1974年）
  - 男はつらいよ 寅次郎相合い傘（1975年）
  - 男はつらいよ 葛飾立志篇（1975年）
  - 男はつらいよ 寅次郎夕焼け小焼け（1976年）
  - 男はつらいよ 寅次郎純情詩集（1976年）
  - 男はつらいよ 寅次郎と殿様（1977年）
  - 男はつらいよ 寅次郎頑張れ!（1977年）
  - 男はつらいよ 寅次郎わが道をゆく（1978年）
  - 男はつらいよ 噂の寅次郎（1978年）
  - 男はつらいよ 翔んでる寅次郎（1979年）
  - 男はつらいよ 寅次郎春の夢（1979年）
  - 男はつらいよ 寅次郎ハイビスカスの花（1980年）
  - 男はつらいよ 寅次郎かもめ歌（1980年）
  - 男はつらいよ 浪花の恋の寅次郎（1981年）
  - 男はつらいよ 寅次郎紙風船（1981年）
  - 男はつらいよ 寅次郎あじさいの恋（1982年）
  - 男はつらいよ 花も嵐も寅次郎（1982年）
  - 男はつらいよ 旅と女と寅次郎（1983年）
  - 男はつらいよ 口笛を吹く寅次郎（1983年）
  - 男はつらいよ 夜霧にむせぶ寅次郎（1984年）
  - 男はつらいよ 寅次郎真実一路（1984年）
  - 男はつらいよ 寅次郎恋愛塾（1985年）
  - 男はつらいよ 柴又より愛をこめて（1985年）
  - 男はつらいよ 幸福の青い鳥（1986年）
  - 男はつらいよ 知床慕情（1987年）
  - 男はつらいよ 寅次郎物語（1987年）
  - 男はつらいよ 寅次郎サラダ記念日（1988年）
  - 男はつらいよ 寅次郎心の旅路（1989年）
  - 男はつらいよ ぼくの伯父さん（1989年）
  - 男はつらいよ 寅次郎の休日（1990年）
  - 男はつらいよ 寅次郎の告白（1991年）
  - 男はつらいよ 寅次郎の青春（1992年）
  - 男はつらいよ 寅次郎の縁談（1993年）
  - 男はつらいよ 拝啓車寅次郎様（1994年）
  - 男はつらいよ 寅次郎紅の花（1995年）
  - 男はつらいよ 寅次郎ハイビスカスの花 特別篇（1997年）
  - 男はつらいよ お帰り 寅さん（2019年）
- 君が若者なら（1970年、松竹）
- 家族（1970年、松竹）
- 顔役（1971年、大映）
- 初めての旅（1972年、東宝）
- 故郷（1972年、松竹）
- 仁義なき戦い 広島死闘篇（1973年、東映）
- 安藤組外伝 人斬り舎弟（1974年、東映）
- 強盗放火殺人囚（1975年、東映）
- 八甲田山（1977年、東宝）
- あすも夕やけ（1977年、近代映画協会）
- 看護婦のオヤジがんばる（1980年、近代映画協会）
- 日本フィルハーモニー物語 炎の第五楽章（1981年、にっかつ）
- 人形嫌い（1982年、東宝東和）
- ふるさと (1983年の映画)（1983年、松竹富士）
- 夢千代日記（1985年、東映）
- ドン松五郎の生活（1986年、東宝東和）
- 春駒のうた（1986、共同映画）
- キネマの天地（1986年、松竹）
- 丹波哲郎の大霊界 死んだらどうなる（1989年、松竹富士）
- 千羽づる（1989年、共同映画）
- 白い手（1990年、東宝）
- 翼の折れたエンジェル（1991年、東宝）
- 就職戦線異状なし（1991年、東宝）
- マークスの山（1995年、松竹）
- 難波金融伝・ミナミの帝王 スペシャル劇場版 /ローンシャーク・・・追い込み（1995年、ケイエスエス）
- 宮澤賢治 その愛（1996年、松竹）
- 虹をつかむ男（1996年、松竹）
- GOING WEST 西へ…（1997年、松竹）
- プライド・運命の瞬間（1998年、東映）
- 時雨の記（1998年、東映）
- 十五才 学校IV（2000年、松竹）
- 郡上一揆（2000年、『郡上一揆』製作委員会）
- 伊能忠敬 子午線の夢（2001年、東映）
- パッチギ!（2004年、シネカノン）
- ハルウララ（2005年、アマナスキネマ東京）
- ニライカナイからの手紙（2005年、ザナドゥー）
- さらば愛しの大統領（2010年）
- のぼうの城（2011年、東宝）
- リトル・マエストラ（2013年2月1日、アルゴ・ピクチャーズ）
- 真夏の方程式（2013年、東宝）
- R100（2013年、ワーナー・ブラザース）
- フローレンスは眠る（2016年、ジャングルウォーク） - 佐藤勇次郎 [14]
- 3月のライオン（2017年、東宝・アスミック・エース） - 川本相米二
- 宇宙飛行士からの手紙（2025年） - 主演 ※短編映画

### ネットドラマ
- まほろば（2007年） - 主演・酒井拓三

### 舞台
- 藤島土建（2010年、トム・プロジェクト）
- 音楽喜劇「のど自慢」〜上を向いて歩こう〜（2017年） - 赤木徳蔵 役

### バラエティ
- ラスタとんねるず'94（フジテレビ）
- コメディーお江戸でござる（NHK総合）
- ワザあり!にっぽん（中京テレビ制作・日本テレビ）
- 秘密のケンミンSHOW（読売テレビ制作・日本テレビ）
- 和風総本家→二代目 和風総本家（テレビ大阪制作・テレビ東京）
  - 2016年8月25日・2017年6月22日放送分では、司会の増田和也（テレビ東京アナウンサー）がスポーツ中継[注 6] 実況および取材により不在となったため、代役司会を務めた。
  - 2019年5月16日放送分からは2代目司会者に就任。
- 徹子の部屋（テレビ朝日）
- 笑っていいとも! テレフォンショッキング（フジテレビ）

### 情報番組
| 期間           | 期間           | 番組名                                  | 役職                         |
| -------------- | -------------- | --------------------------------------- | ---------------------------- |
| 2002年4月      | 2002年9月      | スーパーモーニング（テレビ朝日）        | 総合司会                     |
| 2009年5月15日  | 2009年5月15日  | はなまるマーケット（TBS）               | 『はなまるカフェ』ゲスト出演 |
| 2014年11月17日 | 2014年11月17日 | スタジオパークからこんにちは（NHK総合） | ゲスト出演                   |

### ラジオ番組
- 前田吟のギンギラ吟です（ニッポン放送）

### CM
- 小林製薬 アンメルツヨコヨコ
- ヤマキ めんつゆ カツオシート
- ヤマキ 浅漬けの素（1993年）
- マルサンアイ こうじみそ
- 参天製薬 サンテ40（1986年 - 1990年）
- 浪花屋製菓 元祖浪花屋の柿の種（1980年頃）
- カメラのさくらや
- ヱビスビール
- 阿部かまぼこ店
- サントリー食品インターナショナル「ボス」（2021年）[15]

## 歌手活動

### シングルレコード
- 『ささやかな人生』『そんなお前で…』（1980年・ビクター）

『ささやかな人生』は、主演映画『看護婦のオヤジがんばる』（原作：藤田健次）の主題歌。
- 『あゝ単身赴任〜昭和ひとり旅〜』『男のさすらい』（1985年・日本コロムビア）

『あゝ単身赴任〜昭和ひとり旅〜』は、同じく俳優の安井昌二（ビクターエンタテインメント）・蟹江敬三（日本クラウン）との競作。
- 『男と女のラブゲーム』（1986年・テイチク）

武田薬品工業「タケダ胃腸薬21」CMソング。前田は滝里美とのデュエット。芦川よしみと矢崎滋（日本クラウン）・日野美歌と葵司朗（徳間ジャパン）らとの競作。

### シングルCD
- 『昭和残照』『まよい道』（1991年・BMGビクター）

2曲ともに、三笠優子とのデュエット。